# Solella Gran (Bertí)
La Solella Gran és una solana del terme municipal de Sant Quirze Safaja, a la comarca del Moianès. Pertany a l'antic poble rural de Bertí.
És en el sector oriental del terme municipal i en el central-occidental del territori de Bertí. És al sud-est del lloc on hi hagué la masia del Soler de Bertí, a llevant del Turó de l'Onyó i del Pla del Lledoner, a la dreta del torrent de l'Ullar. És a ponent del Sot del Colomer i del Serrat del Colomer. Al mig de la Solella Gran hi ha la Vinyota.
Travessa la Solella Gran el Camí de l'Ullar.